# Pachygnatha tullgreni
Pachygnatha tullgreni är en spindelart som beskrevs av Senglet 1973. Pachygnatha tullgreni ingår i släktet Pachygnatha och familjen käkspindlar.
Artens utbredningsområde är Portugal. Inga underarter finns listade i Catalogue of Life.